# Сан-Домингус-ду-Карири
Сан-Домингус-ду-Карири (порт. São Domingos do Cariri) — муниципалитет в Бразилии, входит в штат Параиба. Составная часть мезорегиона Борборема. Входит в экономико-статистический микрорегион Карири-Ориентал. Население составляет 2447 человек на 2006 год. Занимает площадь 222,159 км². Плотность населения — 11,0 чел./км².

## Статистика
- Валовой внутренний продукт на 2003 год составляет 6 532 911,00 реалов (данные: Бразильский институт географии и статистики).
- Валовой внутренний продукт на душу населения на 2003 год составляет 2805,03 реалов (данные: Бразильский институт географии и статистики).
- Индекс развития человеческого потенциала на 2000 год составляет 0,675 (данные: Программа развития ООН).